# Shawnee Smith
Shawnee Smith (ur. 3 lipca 1969 w Orangeburgu w Karolinie Południowej, USA) – amerykańska aktorka i wokalistka.
Studiowała w Los Angeles' Playhouse West.
Zadebiutowała jako dziewczynka w filmie Annie w 1982. Dostała nagrodę dla najlepszej aktorki w filmie Crime of Innocence. Uznanie przyniosła jej sztuka teatralna To Gillian on her 37th Birthday. W tym samym roku zagrała z Richardem Dreyfussem w przedstawieniu The Hands of its Enemy w teatrze Huntington Hartford Theatre.
Największą popularność przyniosły jej filmy z serii Piła, gdzie grała Amandę Young, ofiarę a następnie asystentkę psychopaty o pseudonimie Jigsaw.
Shawnee gra również w swoim garażowym zespole FyDollaHo. Grupa gra połączenie rocka, hard-rocka i punk-rocka. Sama wokalistka nagrała parę piosenek z gitarzystą Steve Stevensem. Jeden z jej utworów został użyty w ścieżce dźwiękowej do filmu Piła III.
W latach 2008–2011 wraz z aktorką Missi Pyle tworzyły country rockowy zespół Smith & Pyle. Grupa wydała jeden album „It's OK to Be Happy” (2008).

## Filmografia
- od 2012: Jeden gniewny Charlie (Anger Management) jako Jennifer Goodson
- 2012: Samochód Jayne Mansfield (Jayne Mansfield's Car) jako Vicky Caldwell
- 2010, 2011: Tajemnica Amy (The Secret Life of the American Teenager) jako Carrie
- 2010: Podniebni przemytnicy (Kill Speed) jako Honey
- 2009: Piła VI (Saw VI) jako Amanda Young
- 2009: The Grudge – Klątwa 3 (The Grudge 3) jako dr Francine Sullivan
- 2008: Piła V (Saw V) jako Amanda Young
- 2007: Piła IV (Saw IV) jako Amanda Young
- 2007: Secrets of an Undercover Wife jako Lisa
- 2006: Piła III (Saw III) jako Amanda Young
- 2005: Piła II (Saw II) jako Amanda Young
- 2005: Wyspa (The Island) jako Suzie
- 2004: Piła (Saw) jako Amanda Young
- 2004: The Almost Guys jako Bigger
- 2002: Never Get Outta the Boat jako Dawn
- 2000: Przez żołądek do serca (Eat Your Heart Out) jako Nicole
- 1999: Śniadanie mistrzów (Breakfast of Champions) jako Bonnie MacMahon
- 1999: A Slipping Down Life jako Faye-Jean Lindsay
- 1998–2004: Jak pan może, panie doktorze? (Becker) jako Linda
- 1998: The Party Crashers jako Carolyn
- 1998: Druga szansa (Twice Upon a Time) jako Maggie Fowler
- 1998: Carnival of Souls jako Sandra Grant
- 1998: Armageddon jako Redhead
- 1997: Straceńcza misja (Dead Men Can't Dance) jako Addy Cooper
- 1997: Every Dog Has Its Day jako RedHead
- 1997: Arsenio jako Laura Lauman
- 1997: Lśnienie (The Shining) jako kelnerka
- 1997: Coś pożyczonego, coś niebieskiego (Something Borrowed, Something Blue) jako Teri
- 1997–1998: The Tom Show jako Florence Madison
- 1997: Dogtown jako Tammy Hayes
- 1997: Mężczyźni (Men) jako Clara
- 1998: Gracze (Players) jako Lila (gościnnie)
- 1996: Kobiece perwersje (Female Perversions) jako kosmetyczka
- 1996: Ładunek wewnętrzny (Bombshell) jako Shelly
- 1996: Oblicze zła (Face of Evil) jako Jeanelle Polk
- 1995: Zostawić Las Vegas (Leaving Las Vegas) jako Biker Girl
- 1995: The Low Life jako kobieta 'Little Tramp'
- 1994: Bastion (The Stand) jako Julie Lawry
- 1994: Z Archiwum X (X Files, The) jako Jessie O’Neil (gościnnie)
- 1990: Godziny rozpaczy (Desperate Hours) jako May Cornell
- 1990: Jackie Collins – Uśmiechy losu (Lucky Chances) jako Olympia Stanislopolous
- 1989: Kim jest Harry Crumb? (Who's Harry Crumb?) jako Nikki Downing
- 1989–1990: A Brand New Life jako Amanda Gibbons
- 1988: Niebezpieczny żart (I Saw What You Did) jako Kim Fielding
- 1988: Bluegrass jako Alice Gibbs
- 1988: Plazma (The Blob) jako Meg Penny
- 1987: Letnia szkoła (Summer School) jako Rhonda Altobello
- 1986: Łatwy łup (Easy Prey) jako Tina Marie Risico
- 1986: All Is Forgiven jako Sonia Russell
- 1986: Żelazny Orzeł (Iron Eagle) jako Joenie
- 1985: Nie moje dziecko (Not My Kid) jako Carol
- 1985: Crime of Innocence jako Jodi Hayward
- 1985: Cagney i Lacey (Cagney & Lacey) (gościnnie)
- 1982: Annie jako tancerka